# Dunhausen

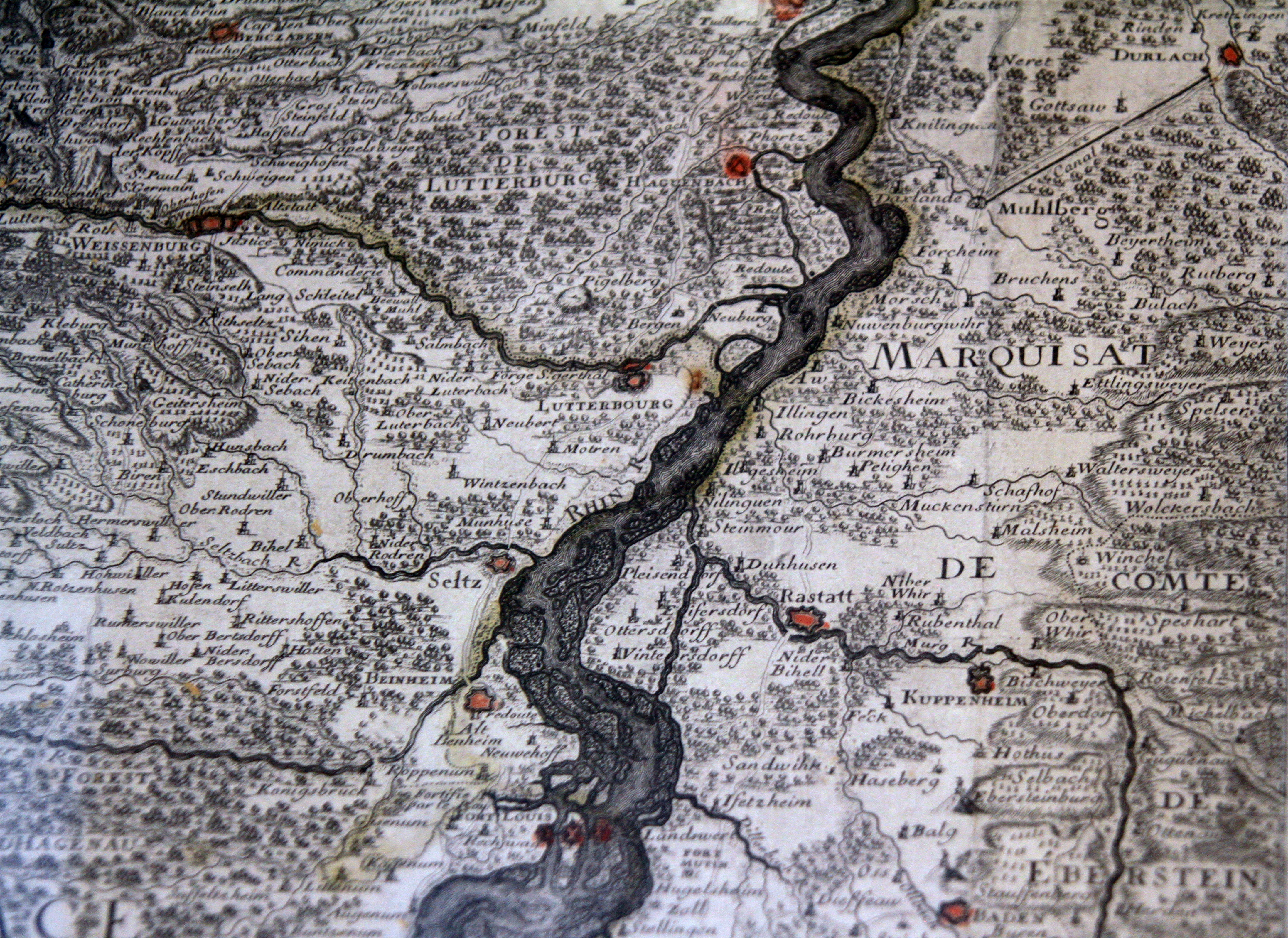
Dunhusen auf der Oberrheinkarte von 1708

Die Wüstung Dunhausen ist eine abgegangene Siedlung nahe Wintersdorf bei Rastatt.
Die erste Erwähnung von Dunhausen ist vermutlich als Unnenhaim aus dem Jahre 730, was aber nicht gesichert ist. 1310 gibt es eine erste sichere Erwähnung als Duonnenhusen und 1318 als Dunnenheim. Als es im Jahre 1583 eine Hochwasserkatastrophe gab, wurden die Bewohner nach Wintersdorf umgesiedelt. Sie fanden im südwestlichen Ortsteil „Kläwäl“ (kleines Wäldele) ihre neue Heimat. Zum Zeitpunkt der Umsiedlung waren es ca. 180 bis 200 Einwohner, die so eine neue Bleibe fanden.
Erst 15 Jahre später gab 1598 Markgraf Ernst-Friedrich die Zustimmung zur neuen Aufteilung der Gemarkungen und der Umsiedlung der Bewohner. Die Gewanne Großfeld, Neumatten, Lichtenwört und Fischreihergrund und ein Teil der Aspenköpfe wurden frisch aufgeteilt. Die Riedorte lagen zumindest zwischen 1310 und 1464 auf einer Rheininsel, ein Teil der Gemarkung Aspenköpfe lagen linksrheinisch und wurden nach dem Ersten Weltkrieg an Frankreich abgetreten.

## Vorgeschichte
Bereits 1566 hat es am Oberrhein ein schweres Jahrhunderthochwasser gegeben. Es ist anzunehmen, dass Orte wie Dunhausen, die sehr nahe am Rhein lagen, hiervon auch schwer betroffen waren. Eventuell hat sich dadurch auch der Rheinverlauf, der zu dieser Zeit noch nicht befestigt war, geändert. Als dann 1583 das nächste größere Hochwasser kam, war der Ort nicht mehr zu halten.